# Le Parfum des secrets

Le Parfum des secrets (Wiedersehen in Rose Abbey) est un téléfilm allemand réalisé par Karen Müller et diffusé en 2009.

## Fiche technique
- Scénario : Marlies Ewald, Rosamunde Pilcher
- Durée : 90 min
- Pays :  Allemagne

## Distribution
- Anja Boche : Rosanne Brix
- Florian Fitz : Adrian Shaw
- Michael Greiling : Gordon Mortimer
- Albert Fortell : Steven Mortimer
- Patricia Aulitzky : Bridget Foster
- Heike Warmuth : Patricia
- Alexander-Klaus Stecher : Paul Taylor
- Annie Leatherby : Agatha
- Tim Ahern : Peter Brix
- John Biggins : Charles Moore
- Bill Champion : Monsieur Wheeler